# Нечипоренко Сергій Григорович
Сергій Григорович Нечипоре́нко (19 жовтня 1922, Пролетарське, нині Поліське — 5 грудня 2014) — український художник декоративного ткацтва. Член Національної спілки художників України з 1962 року.

## Біографія
Народився 19 жовтня 1922 року в селі Пролетарському (тепер Поліське Новгород-Сіверського району Чернігівської області України). 1941 року закінчив Кролевецький художньо-промисловий технікум (педагоги з фаху — М. Дяченко, І. Дзюба, В. Маслов). Брав участь у німецько-радянській війні.
Закінчив Всесоюзний інститут текстильної та легкої промисловості у Москві. Розробляв зразки декоративних тканин у Науково-дослідному інституті художньої промисловості при Академії архітектури України, викладав у Київському республіканському художньо-промисловому училищі. Не припиняючи викладацької роботи, з 1950 року працював у Центральній художньо-експериментальній і науково-дослідній лабораторії Укрхудожпрому. Брав участь у всеукраїнських виставках з 1948 року, всесоюзних з 1957 року, зарубіжних з 1958 року.
Професор Київської державної академії декоративно-прикладного мистецтва і дизайну імені Михайла Бойчука.
Жив у Києві в будинку на проспекті Берестейському 3, квартира 189. Помер 5 грудня 2014 року.

## Творчість
Працював в галузі декоративно-прикладного мистецтва (художній текстиль). Основні твори:
- декоративні тканини всіх районів України;
- рушники-панно з Державним гербом Української РСР (1951);
- панно «Україна» (1957);
- «Думи мої, думи…» (1961);
- «Наша пісня, наша дума не вмре, не загине» (1964);
- триптих «Квіти Тарасові» (1978);
- «Воякам дорогим» (1980);
- триптих «Шевченків час» (1985);
- «Мир планеті Земля» (1986);
- «Слава козацька» (1991);
- «Ох, неоднаково мені» (1993);
- «Журавлиха» (2001).

Розробив оригінальні плахти для колективу Національного ансамблю танцю України імені Павла Вірського.
Роботи майстра зберігаються у музеях України (Національний музей Тараса Шевченка, Музей видатних діячів української культури, Музей історії міста Києва, Канівський музей Тараса Шевченка, Національний музей українського народного декоративного мистецтва), Росії, Канади, Німеччини.

## Відзнаки
- Заслужений діяч мистецтв України з 1992 року;
- Народний художник України з 1996 року[3];
- Нагороджений орденом «За заслуги» III ступеня. (2001)[1].